# Astralium
Genre
Synonymes
- sous-genre Astraea (Cyclocantha) Swainson, 1840[2]
- sous-genre Astralium (Calcar) Montfort, 1810[2]
- sous-genre Astralium (Cyclocantha) Swainson, 1840[2]
- Calcar Montfort, 1810[3]
- genre Calcar Montfort, 1810[2]
- Cyclocantha Swainson, 1840[3]
- genre Cyclocantha Swainson, 1840[2]
- Distellifer Iredale, 1937[3]
- genre Distellifer Iredale, 1937[2]
- Foliastralium Habe & Okutani, 1980[3]
- genre Foliastralium Habe & Okutani, 1980[2]
- Macropelmus Gistel, 1848[3]
- genre Macropelmus Gistel, 1848[2]
- Micrastraea Cotton, 1939[3]
- Okinawastraea Habe & Okutani, 1981[3]
- genre Okinawastraea Habe & Okutani, 1981[2]
- Pagocalcar Iredale, 1937[3]
- genre Pagocalcar Iredale, 1937[2]
- Rugastella Iredale, 1937[3]
- genre Rugastella Iredale, 1937[2]
- Stella P. Fischer, 1885[3]
- genre Stella P. Fischer, 1885[2]
- sous-genre Turbo (Calcar) Montfort, 1810[2]

Astralium est un genre de gastéropodes marins qui appartient à la famille des Turbinidae.

## Liste d'espèces
Selon BioLib (17 janvier 2020) :
- Astralium asteriscum (Reeve, 1843)
- Astralium calcar (Linnaeus, 1758)
- Astralium cepoides Smith, 1880
- Astralium confragosum A. A. Gould, 1851
- Astralium danieli (Alf & Kreipl, 2006)
- Astralium dekkeri Thach, 2018
- Astralium haematragum (Menke, 1829)
- Astralium heimburgi R. W. Dunker, 1882
- Astralium hexagonalis R. A. Philippi, 1841
- Astralium lapillus L.A. Reeve, 1863
- Astralium latispina (Philippi, 1844)
- Astralium loochooense Macneil, 1960
- Astralium mactanense T. Habe & T. Okutani, 1980
- Astralium milloni (B. Salvat, F. Salvat & Richard, 1973)
- Astralium okamotoi T. Kuroda & T. Habe, 1961
- Astralium pileolum (Reeve, 1842)
- Astralium plicatospinosum H. A. Pilsbry, 1889
- Astralium provisorium Schepman, 1903
- Astralium rhodostoma (Lamarck, 1822)
- Astralium rotularia (Lamarck, 1822)
- Astralium saturnum Chino, 1999
- Astralium semicostatum (Kiener, 1850)
- Astralium stellare (Gmelin, 1791)
- Astralium tentoriiforme (Jonas, 1845)
- Astralium tentorium (Thiele, 1930)
- Astralium wallisi T. Iredale, 1937
- Astralium yamamurae Habe & Kosuge, 1966

Selon Catalogue of Life (17 janvier 2020) :
- Astralium asteriscum (Reeve, 1843)
- Astralium calcar (Linnaeus, 1758)
- Astralium confragosum (Gould, 1851)
- Astralium danieli (Alf & Kreipl, 2006)
- Astralium dekkeri Thach, 2018
- Astralium haematragum (Menke, 1829)
- Astralium heimburgi (Dunker, 1882)
- Astralium lapillus Reeve, 1863
- Astralium latispina (Philippi, 1844)
- Astralium milloni (B. Salvat, F. Salvat & Richard, 1973)
- Astralium nakamineae (Habe & Okutani, 1981)
- Astralium okamotoi Kuroda & Habe, 1961
- Astralium pileolum (Reeve, 1842)
- Astralium provisorium Schepman, 1908
- Astralium rhodostomum (Lamarck, 1822)
- Astralium rotularium (Lamarck, 1822)
- Astralium saturnum Chino, 1999
- Astralium semicostatum (Kiener, 1850)
- Astralium stellare (Gmelin, 1791)
- Astralium tentoriiforme (Jonas, 1845)
- Astralium tentorium (Thiele, 1930)
- Astralium wallisi (Iredale, 1937)

Selon Paleobiology Database (17 janvier 2020) :
- Astraea (Astralium) basalis
- Astraea (Astralium) eniwetokensis
- Astraea (Astralium) polkensis
- Astraea (Astralium) rhodostomus
- Astraea (Astralium) waluensis
- Astralium aquitanicum
- Astralium arnoldi
- Astralium calcar
- Astralium confragosum
- Astralium dalli
- Astralium fistula
- Astralium infracarinatum
- Astralium phoebium
- Astralium turritum
- Autralium squamiferum
- Bellastraea kesteveni

Selon World Register of Marine Species (17 janvier 2020) :
- Astralium asteriscum (Reeve, 1843)
- Astralium calcar (Linnaeus, 1758)
- Astralium confragosum (Gould, 1849)
- Astralium danieli (Alf & Kreipl, 2006)
- Astralium dekkeri Thach, 2018
- Astralium haematragum (Menke, 1829)
- Astralium heimburgi (Dunker, 1882)
- Astralium helicinum (Gmelin, 1791)
- Astralium lapillus Reeve, 1863
- Astralium latispina (Philippi, 1844)
- Astralium milloni (B. Salvat, F. Salvat & Richard, 1973)
- Astralium nakamineae (Habe & Okutani, 1981)
- Astralium okamotoi Kuroda & Habe, 1961
- Astralium pileolum (Reeve, 1842)
- Astralium provisorium Schepman, 1908
- Astralium rhodostomum (Lamarck, 1822)
- Astralium rotularium (Lamarck, 1822)
- Astralium saturnum Chino, 1999
- Astralium semicostatum (Kiener, 1850)
- Astralium stellare (Gmelin, 1791)
- Astralium tentoriiforme (Jonas, 1845)
- Astralium tentorium (Thiele, 1930)
- Astralium wallisi (Iredale, 1937)